# Allimex
Allimex (Allimex Industrial Supplies ApS) var en dansk virksomhed, der ifølge Politiets Efterretningstjeneste (PET) var involveret i illegal eksport til Østblokken under Den kolde krig.
Firmaet havde til huse i A.L. Casses gamle villa (tegnet af J.D. Herholdt) på Carit Etlars Vej på Frederiksberg.
Det havde filialer i Schweiz, Liechtenstein og DDR.
Firmaets ejere var Niels Erik Rasmussen og den østrigske Michael Grossauer. Grossauer var gift med den danske kvinde Birgit Grossauer (født Jørgensen).
Før firmaet blev grundlagt i 1973 havde Michael Grossauer været ansat hos Radiometer og derigennem fået kontakter i Østeuropa.
PET begyndte i slutningen af 1976 at efterforske Grossauer. De fandt at Allimex-koncernen leverede elektronisk udstyr til Østblokken, blandt andet 32 overvågningskameraer og 750 små mikrofoner indbygget i slipsenåle. En af firmaets ansatte havde forbindelse til efterretningsofficerer i GRU og Stasi. Den ansatte, en dansk svagstrømsingeniør, blev afhørt i 1987 af PET. Han oplyste da, at han "ikke havde fortaget sig noget ulovligt", og at firmaet også havde eksporteret porcelæn og pornofilm samt plader til DDR.
Grossauer og den danske direktør afviklede Allimex med den danske direktør i begyndelsen af 1980'erne og emigrerede til Schweiz, hvor han købte en stor ejendom i Zug.
I Schweiz fortsatte Grossauer kontakten til Stasi og grundlagde firmaet Asada efter Allimex var kommet under den amerikanske efterretningstjenestes mistanke for at omgå eksportbestemmelserne.
Allimex' eksport til Østtyskland var vigtig. I 1986 medførte øget vestlig kontrol, at Allimex blev uvillig til at eksportere brom-beriget silicium, hvilket øjeblikkeligt truede produktionen på Carl Zeiss fabrikken i Jena.
Efter Berlinmurens fald fik PET adgang til Stasi-arkiverne, hvor de fandt bevis for, at en af Allimex-direktørene var Stasi-agent ("Inoffizielle Mitarbeiter") under kodenavnet "Nielsson". Foruden involveringen i embargobrudet leverede "Nielsson" information til Stasi om økonomiske forhold i Schweiz. Frederiksberg kriminalpoliti udfærdigede et anklageskrift, som blev sendt til Statsadvokaten. Af ukendte årsager strandede sagen hos Rigsadvokaten/Justitsministeriet.
Da lokale aviser i 1991 begyndte at skrive om Grossauers virksomhed, makulerede Grossauer dokumenter og rejste fra Zug til Mallorca. 
Da BT opsporede Michael Grossauer, kunne de i januar 2013 rapportere, at han boede i stor luksus i området Vileta nær Palma på Mallorca.